# ألونزو ك. فيكرز
ألونزو ك. فيكرز (بالإنجليزية: Alonzo K. Vickers)‏ هو قاضي وسياسي أمريكي، ولد في 25 سبتمبر 1853 في مقاطعة ماساك في الولايات المتحدة، وتوفي في 21 يناير 1915. حزبياً، نشط في الحزب الجمهوري. وقد انتخب عضو مجلس نواب إلينوي.